# Bázis (lineáris algebra)

Ugyanaz a vektor, több bázisban reprezentálva, lila és piros nyilakkal

A lineáris algebrában egy vektortér bázisa egy olyan vektorhalmaz, melyben lévő elemek egymástól lineárisan függetlenek és lineáris kombinációik megadják a vektortér minden elemét (azaz generátorrendszert alkotnak). A bázis egy minimális számú generátorrendszere a térnek és egy maximális számosságú, egymástól lineárisan független elemekből álló részhalmaza is egyben.
A bázis elemei a bázisvektorok. Ha egy vektort egy bázis vektorainak lineáris kombinációjaként állítunk elő, akkor az együtthatók rendre a vektor koordinátái az adott bázisban. Függvényterekben a bázis elemeit bázisfüggvényeknek nevezzük. Egy vektortérben általában több bázis is van; a bázisváltást koordinátatranszformációnak is nevezzük. Ha más bázisokról is szó van, akkor ezt a bázist Hamel-bázisként említik. Nem tévesztendő össze egy koordináta-rendszer bázisával, ami egy másik fogalom.

## Definíció
Vektorok egy B ⊆ V halmaza (ami lehet véges vagy végtelen) sok definíció szerint akkor bázis (Hamel-bázis), ha a vektortér minden eleme, lényegében egyértelműen, állítható elő véges sok, B-beli elem lineáris kombinációjaként. A „lényegében” szó itt arra utal, hogy két előállítás csak nulla együtthatójú tagokban különbözhet egymástól.
Adva legyen a {\displaystyle V} vektortér, és legyen {\displaystyle B} egy részhalmaz {\displaystyle V}-ben! A következő definíciók egyenértékűek:
- {\displaystyle V} minden eleme előáll {\displaystyle B} elemeinek lineáris kombinációjaként, és ez az előállítás egyértelmű
- {\displaystyle B} minimális generátorrendszere {\displaystyle V}-nek; azaz {\displaystyle V} minden eleme előáll {\displaystyle B} elemeinek lineáris kombinációjaként, de ez {\displaystyle B} egy részhalmazára sem teljesül
- {\displaystyle B} maximális lineárisan független halmaz {\displaystyle V}-ben, azaz nincs {\displaystyle V}-ben olyan vektor, melyet hozzávéve {\displaystyle B} független maradna.
- {\displaystyle B} lineárisan független generátorrendszer {\displaystyle V}-ben.

Alkalmas {\displaystyle I} indexhalmaz segítségével egy bázis írható úgy, mint {\displaystyle B=\{b_{i}:\;i\in I\}}; egy véges bázis úgy, mint {\displaystyle B=\{b_{1},\dotsc ,b_{n}\}}. Egy {\displaystyle I} indexhalmaz bevezetésekor gyakran a család írásmódot használják; például ahelyett, hogy {\displaystyle B=\{b_{i}:\;i\in I\}}, azt írják, hogy {\displaystyle b=(b_{i})_{i\in I}}. Ha az {\displaystyle I} indexhalmaz rendezett, akkor az a bázist is sorba rendezi. Ekkor {\displaystyle b} rendezett bázis. Például {\displaystyle b=(b_{1},\dotsc ,b_{n})=(b_{i})_{i\in \{1,\dotsc ,n\}}} véges bázis, {\displaystyle b=(b_{i})_{i\in \mathbb {N} }} megszámlálhatóan végtelen bázis. Ez lehetővé teszi az irányok definiálását vektorterekben. 
Habár a bázisokat többnyire halmazként írjuk fel, praktikusabb indexelést használni. Ekkor a koordinátavektorok alakja {\displaystyle x=(x_{i})_{i\in I}}; a koordinátatér {\displaystyle K^{I}}. Rendezett {\displaystyle I} indexhalmaz esetén a bázis is rendezett. Például ha {\displaystyle I=\{1,\dotsc ,n\}}, akkor {\displaystyle x=(x_{1},\dotsc ,x_{n})} (a koordináták számozása). A koordinátatér {\displaystyle K^{n}}; valós, illetve komplex esetben {\displaystyle \mathbb {R} ^{n}}, illetve {\displaystyle \mathbb {C} ^{n}}.

### A definíció kibontása véges dimenzióban
Legyen {\displaystyle V} egy {\displaystyle K} feletti vektortér (jelben: {\displaystyle _{K}V}), {\displaystyle B=(v_{1},v_{2},...,v_{n})} a vektortér bázisa, ha
1.)   a {\displaystyle B} generátorrendszere {\displaystyle V}- nek:
Bármely {\displaystyle _{K}V} {\displaystyle v} vektora esetén egyértelműen léteznek {\displaystyle k_{1},k_{2},...,k_{n}K}- beli skalárok úgy, hogy {\displaystyle \sum _{i=1}^{n}k_{i}v_{i}=v}
Ebben az esetben a {\displaystyle k_{1},k_{2},...,k_{n}} skalárokat a vektor {\displaystyle B} bázis szerinti koordinátáinak nevezzük.
2.) {\displaystyle v_{1},v_{2},...,v_{n}} egymástól lineárisan független vektorok:
Ha {\displaystyle \sum _{i=1}^{n}k_{i}v_{i}=0}, akkor {\displaystyle k_{1}=k_{2}=...=k_{n}=0}.
A {\displaystyle _{K}V} vektortér dimenzióját a {\displaystyle B} bázis számossága adja meg:
{\displaystyle \dim _{K}V=|B|}
Ennek következménye, hogy ha {\displaystyle _{K}Vn} dimenziós vektortérnek {\displaystyle B} és {\displaystyle B'} vektorlisták egyaránt bázisai, akkor {\displaystyle |B|=|B'|=n}.

### Az ekvivalens definíciók egyenértékűségének bizonyítása
- Ha minden vektor egyértelműen kifejezhető {\displaystyle B} elemeinek lineáris kombinációjaként, akkor {\displaystyle B} generátorrendszer. Ha {\displaystyle B} nem minimális generátorrendszer, akkor van egy {\displaystyle B'} valódi részhalmaza, ami szintén generátorrendszer. Legyen most  {\displaystyle b^{*}\in B\setminus B'}; ekkor {\displaystyle b^{*}} kifejezhető {\displaystyle B'} elemeinek lineáris kombinációjaként, tehát kétféleképpen is felírható {\displaystyle B} elemeinek lineáris kombinációjaként, ami ellentmond az egyértelműségnek. Ennélfogva {\displaystyle B} minimális.
- A minimális generátorrendszerek lineárisan függetlenek. Ha {\displaystyle B} nem lineárisan független, akkor van egy {\displaystyle b^{*}\in B}, ami kifejezhető {\displaystyle B\setminus \{b^{*}\}} lineáris kombinációjaként. Ekkor {\displaystyle B} vektorainak minden lineáris kombinációja behelyettesítéssel átírható {\displaystyle B\setminus \{b^{*}\}} lineáris kombinációjára, így {\displaystyle B} nem minimális.
- Egy lineárisan független generátorrendszernek maximális független halmaznak kell lennie. Ha nem maximális, akkor van egy {\displaystyle b^{*}} vektor, ami lineárisan független {\displaystyle B}-től. De {\displaystyle b^{*}} kifejezhető {\displaystyle B} elemeinek lineáris kombinációjaként, ami ellentmond a lineáris függetlenségnek.
- Minden maximálisan független rendszer generátorrendszer is: Legyen {\displaystyle b^{*}} tetszőleges vektor! Ha {\displaystyle b^{*}} eleme {\displaystyle B}-nek, akkor kifejezhető {\displaystyle B} lineáris kombinációjaként. Ha {\displaystyle b^{*}} nincs benne {\displaystyle B}-ben, akkor {\displaystyle B\ \cup \{b^{*}\}} valódi tartalmazó halmaza {\displaystyle B}-nek, így lineárisan összefüggő. Ekkor vannak olyan együtthatók, hogy {\displaystyle a_{1}b_{1}+\dotsb +a_{n}b_{n}=0}. Itt nem lehet az összes {\displaystyle b_{i}\in B}, mivel {\displaystyle B} lineárisan független; így az egyik megegyezik {\displaystyle b^{*}}-gal. Feltehetjük, hogy ez {\displaystyle b_{1}}, és együtthatója a nullától különböző {\displaystyle a_{1}}. Ekkor {\displaystyle b^{*}=-{\tfrac {1}{a_{1}}}(a_{2}b_{2}+\dotsb +a_{n}b_{n})}. Az ábrázolás egyértelműsége {\displaystyle B} lineáris függetlenségéből következik.

## A létezés bizonyítása
A Zorn-lemmával igazolható, hogy minden vektortérnek van bázisa.
Legyen {\displaystyle V}b vektortér! Bázis, azaz maximálisan lineárisan független részhalmazt keresünk benne. Vesszük az
{\displaystyle P:=\{X\subseteq V:\;X{\text{ lineárisan független}}\}\,}
halmazrendszert, ami részben rendezett a {\displaystyle \subseteq } relációra. megmutatható, hogy:
- {\displaystyle P} nem üres, hiszen benne van az üres halmaz. Ha {\displaystyle V} nem üres, akkor az összes nullvektortól különböző vektora szerepel benne egyelemű halmazként.
- minden  {\displaystyle C\subseteq P} lánc {\displaystyle \bigcup C=\bigcup _{X\in C}X=\{v:\exists X\in C:v\in X\}} is {\displaystyle P}-ben.

A Zorn-lemmából következik, hogy {\displaystyle P}-nek van maximális eleme. A maximális elemek azonban maximális lineárisan független részhalmazok {\displaystyle V}-ben, vagyis {\displaystyle V} bázisai. Tehát {\displaystyle V}-nek van bázisa, és minden lineárisan független vektorból álló halmaz egy bázis része.
Egy {\displaystyle q} elemű véges test fölötti {\displaystyle d} dimenziós vektortérben 
{\displaystyle {\frac {1}{d!}}\prod _{k=0}^{d-1}\left(q^{d}-q^{k}\right)}
különböző bázis van.

## Kiegészítési tétel
Adva legyen vektorok lineárisan független {\displaystyle T\subset V} részhalmaza, és a létezés bizonyítása szakasz jelölésével legyen
{\displaystyle P:=\{X\subseteq V:\;T\subset X,\,X{\text{ lineárisan független}}\}\,}
és felhasználjuk azt az eredményt, hogy {\displaystyle T}-t tartalmazza {\displaystyle P} egy maximális eleme, ami bázis {\displaystyle V}-ben. Így minden lineárisan független vektorhalmaz kiegészíthető bázissá.

## Kicserélési tétel (Steinitz-tétel)
Legyen f1,…,fn lineárisan független rendszer és g1,…,gn generátorrendszer egy V vektortérben. Ekkor bármely fi-hez található olyan gj, hogy
{\displaystyle \mathbf {f} _{1},\ldots ,\mathbf {f} _{i-1},\mathbf {g} _{j},\mathbf {f} _{i+1},\ldots ,\mathbf {f} _{n}}
is lineárisan független rendszer.
Bizonyítás
Tegyük fel indirekt, az általánosság megszorítása nélkül, hogy például f1-re ez nem igaz, vagyis az f2,…,fn vektorokhoz akármelyik gj-t hozzávéve mindig összefüggő rendszert kapunk. Tehát f2,…,fn független rendszerből előállítható g1,..., gn generátorrendszer bármely eleme. Ebből következik, hogy f2,…,fn bázis. Így V minden eleme, speciálisan f1 is előáll f2,…,fn lineáris kombinációjaként. De ez ellentmond f1,…,fn lineáris függetlenségének.
Kicserélési tételt felhasználva igazolható
Tétel
Legyen f1,…,fn lineárisan független rendszer és g1,…,gk generátorrendszer egy V vektortérben.
Ekkor n ≤ k.
Bizonyítás
Első lépésben f1-et cseréljük ki valamelyik gj-re, majd az így kapott új független rendszerből cseréljük ki f2-t alkalmas g-re, és így tovább, egészen addig, míg az fi-k el nem fogynak.
Az így nyert független rendszerben már csak g-k szerepelnek, és a függetlenség miatt nem lehet közöttük két egyenlő. Tehát legalább annyi g-nek kellett lennie, mint f-nek.
Következmény
Egy véges V vektortérben bármely két bázis azonos elemszámú.
Transzfinit eszközökkel igazolható, hogy minden vektortérnek van bázisa.

Végtelen elemszám esetén ezt általában Hamel-bázisnak nevezik, és bizonyítható, hogy

Egy tetszőleges vektortér bármely két bázisa azonos számosságú.
Ebből következik viszont, hogy a vektortér dimenziója jóldefiniált fogalom.

## Tulajdonságok
- Minden vektortérnek van bázisa.
- Egy vektortérnek több bázisa is lehet.
- Egy vektortér minden bázisa ugyanannyi elemből áll. Ez a szám, ami lehet végtelen kardinális szám is, a vektortér dimenziója.
  - Végtelen dimenzióban ez az állítás a Zorn-lemma következménye; valójában vele ekvivalens.
  - Az állítás következménye, hogy adott test felett adott dimenzióban izomorfizmus erejéig pontosan egy vektortér létezik.[2]
- Legyen {\displaystyle _{K}V} , {\displaystyle _{K}S} résztere {\displaystyle _{K}V}-nek. Legyen {\displaystyle B'} a {\displaystyle _{K}S} nek bázisa, ekkor a {\displaystyle B'} bázist ki lehet egészíteni úgy {\displaystyle V}- beli vektorokkal, hogy az bázisa legyen {\displaystyle V}-nek.[1]
- Minden vektortér szabad objektum bázisa fölött. Ez a vektorterek univerzális tulajdonsága a kategóriaelmélet értelmében. Ez azt jelenti, hogy:

- Egy lineáris leképezést egyértelműen meghatározza egy bázis elemeinek képei. Legyen {\displaystyle V} vektortér a {\displaystyle K} test fölött! Ekkor a {\displaystyle \{b_{1},\dotsc ,b_{k}\}} részhalmaz egyértelműen definiál egy {\displaystyle K^{k}\to V,\quad e_{i}\mapsto b_{i}} lineáris leképezést, ahol {\displaystyle e_{i}} az {\displaystyle i}-edik standard bázisvektor. Ez a leképezés:
- pontosan akkor injektív, ha a {\displaystyle b_{i}} vektorok lineárisan függetlenek
- szürjektív, ha {\displaystyle b_{i}}-k generátorrendszert alkotnak
- bijektív, ha a {\displaystyle b_{i}} vektorok bázist alkotnak

Egy bázis tetszőleges leképezése a képtérben lineáris leképezést definiál.
Mindez a jellemzés átvihető modulusokra is.

## Koordináták
Egy V vektortérben, egy rögzített b1,…,bn bázis mellett tetszőleges v ∈ V vektor egyértelműen írható fel
{\displaystyle \mathbf {v} =\alpha _{1}\mathbf {b} _{1}+\ldots +\alpha _{n}\mathbf {b} _{n}}
alakban.

Ekkor az {\displaystyle \alpha _{i}\ } skalárok a v vektor koordinátái, a b1,…,bn bázisra vonatkozólag. Egy vektortérben a vektorok koordinátái a vektortér alaptestének elemei. Ezek együtt alkotják a {\displaystyle x=(x_{i})_{i\in B}} koordinátavektort, ami egy másik vektortér, a {\displaystyle K^{B}} koordinátatér eleme. Lényeges, hogy melyik koordináta melyik vektorhoz tartozik. Ha a bázis nincs indexelve, akkor az egyes vektorokat indexben jelölni kell.

## Báziscsere
Legyen {\displaystyle _{K}V} vektortérben {\displaystyle B=(v_{1},v_{2},...,v_{n})} és {\displaystyle B'=(v'_{1},v'_{2},...,v'_{n})} bázis.
a.) Ha {\displaystyle v} a {\displaystyle V} egyik vektora, úgy, hogy {\displaystyle v=\sum _{i=1}^{n}k_{i}v_{i}}, akkor a {\displaystyle [v]_{B}=(k_{1},k_{2},...,k_{n})} a {\displaystyle v} vektor felírása a {\displaystyle B} bázisban
b.) Legyen {\displaystyle t_{i}jK}-beli elem minden {\displaystyle i}-re és {\displaystyle j}-re. Felírható a következő egyenletrendszer:
{\displaystyle v'_{1}=t_{11}v_{1}+t_{21}v_{2}+...+t_{n1}v_{n}}
{\displaystyle v'_{2}=t_{12}v_{1}+t_{22}v_{2}+...+t_{n2}v_{n}}
{\displaystyle ...}
{\displaystyle v'_{n}=t_{1n}v_{1}+t_{2n}v_{2}+...+t_{nn}v_{n}}
Ekkor a {\displaystyle v_{1},v_{2},...,v_{n}} vektorokhoz tartozó együtthatókat rendre beírjuk egy mátrix oszlopaiba, a keletkezett mátrix a {\displaystyle B'} bázisból {\displaystyle B} bázisba való áttérési mátrix lesz.
{\displaystyle \mathbf {T} ={\begin{pmatrix}t_{11}&t_{12}&\cdots &t_{1n}\\t_{21}&t_{22}&\cdots &t_{2n}\\\vdots &\vdots &\ddots &\vdots \\t_{n1}&t_{n2}&\cdots &t_{nn}\end{pmatrix}}}

## Példák

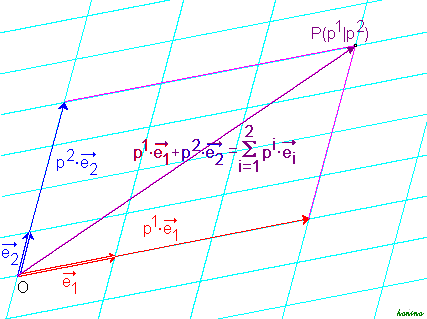
e_{1} és e_{2} a sík egy bázisa

- a síkbeli, közönséges vektorok vektorterében bázist alkot a szokásos i, j ortonormált vektorpár.
- a standard bázis az {\displaystyle \mathbb {R} ^{2}} euklidészi síkban, vagyis az {\displaystyle \{(1,0),(0,1)\}} vektorpár
- két, nem egyazon, vagy ellentétes irányba mutató vektor az euklidészi síkban
- hasonlóan {\displaystyle \mathbb {E} ^{3}} -ben a szokásos, jobbsodrású vektorhármas

{\displaystyle \mathbf {i} ={\begin{bmatrix}1\\0\\0\end{bmatrix}},\mathbf {j} ={\begin{bmatrix}0\\1\\0\end{bmatrix}},\mathbf {k} ={\begin{bmatrix}0\\0\\1\end{bmatrix}}}
- {\displaystyle \mathbb {R} ^{n}}-ben ortonormált bázist alkot az

{\displaystyle \mathbf {e} _{1}={\begin{pmatrix}1\\0\\\vdots \\0\end{pmatrix}},\mathbf {e} _{2}={\begin{pmatrix}0\\1\\\vdots \\0\end{pmatrix}},\ldots ,\mathbf {e} _{n}={\begin{pmatrix}0\\0\\\vdots \\1\end{pmatrix}}}
vektorhalmaz, mely {\displaystyle \mathbb {R} ^{n}} standard bázisa.
- {\displaystyle \mathrm {F} ^{n\times k}} -ban bázis

{\displaystyle {\begin{pmatrix}1&\cdots &0\\\vdots &\ddots &\vdots \\0&\cdots &0\end{pmatrix}}_{n\times k},{\begin{pmatrix}0&1&\ldots &0\\\vdots &\vdots &\ddots &\vdots \\0&0&\cdots &0\end{pmatrix}}_{n\times k},\ldots ,{\begin{pmatrix}0&\cdots &0\\\vdots &\ddots &\vdots \\0&\cdots &1\end{pmatrix}}_{n\times k}}
ahol 0, 1 az F test null- illetve egységeleme.
- az F feletti polinomok vektorterében bázist alkotnak az

{\displaystyle \{1,x,x^{2},\ldots ,x^{n},\ldots \}}
vektorok.
- a polinomok vektorterében vannak más bázisok, amelyek konkrét alkalmazásokban hasznosabbak, mint a monomok, például a Legendre-polinomok
- a legfeljebb k-adfokú polinomok egy bázisa: {\displaystyle \{1,x,x^{2},\ldots ,x^{k}\}}
- a {\displaystyle \{0\}} nullvektortérben az üres halmaz
- a {\displaystyle \mathbb {C} }, mint {\displaystyle \mathbb {R} } fölötti vektortérben az {\displaystyle \{1,i\}} halmaz
- a {\displaystyle \mathbb {C} }, mint {\displaystyle \mathbb {R} } fölötti vektortérben egy olyan számpár, melyek hányadosa nem valós
- a valós számsorozatok körében az {\displaystyle \{(1,0,0,0,\dotsc ),(0,1,0,0,\dotsc ),(0,0,1,0,\dotsc ),\dotsc \}} vektorok lineárisan függetlenek, de nem alkotnak bázist, mivel például {\displaystyle (1,1,1,1,\dotsc )} nem fejezhető ki véges sok elem lineáris kombinációjaként

- {\displaystyle \mathbb {R} }, mint {\displaystyle \mathbb {Q} } fölötti vektortér esetén van bázis, amit nem lehet explicit megadn

## Speciális vektorterekben
Valós és komplex vektorterek további topológiai struktúrával bírnak. A fent bevezetett bázisfogalomtól eltérő bázisok is definiálhatók bennük.

### Bázis és duális bázis a háromdimenziós valós vektortérben
A klasszikus mechanikában a megfigyelési teret skalárszorzatos háromdimenziós valós vektortérrel, azaz a (V³, ·) vektortérrel modellezik. A skalárszorzat megléte a vektorteret további tulajdonságokkal ruházza fel.
Háromdimenziós valós vektortérben minden {\displaystyle {\vec {b}}_{1,2,3}} bázishoz tartozik pontosan egy {\displaystyle {\vec {b}}^{1,2,3}} duális bázis úgy, hogy {\displaystyle {\vec {b}}_{i}\cdot {\vec {b}}^{j}=\delta _{i}^{j},} ahol δ a Kronecker-delta. A skalárszorzattal definiálható a vektorok normája és szöge, így előállíthatók ortonormált bázisok, melyek elemei páronként ortogonálisak, és normájuk egységnyi. Ortonormált bázisok esetén a duális bázis megegyezik a bázissal. 
Minden {\displaystyle {\vec {v}}} vektor kifejezhető bázisvektorok lineáris kombinációjaként:
{\displaystyle {\vec {v}}=\sum _{i=1}^{3}({\vec {v}}\cdot {\vec {b}}^{i}){\vec {b}}_{i}=\sum _{i=1}^{3}({\vec {v}}\cdot {\vec {b}}_{i}){\vec {b}}^{i}}
A skalárszorzattal ellátott háromdimenziós valós vektortér teljes is, azaz Hilbert-tér.

### Hamel- és Schauder-bázisok skalárszorzatos terekben
Valós és komplex skalárszorzatos vektorterekben, különösen a Hilbert-terekben az elemek előállíthatók más, bizonyos céloknak megfelelőbb módon. Ebben az előállításban ortonormált bázist használunk, de megengedünk végtelen összegeket is. A végtelen összeg megengedése miatt ez nem bázis a fenti értelemben, így egy másik nevet kap: ez a Schauder-bázis. A fent leírt bázist ekkor Hamel-bázisnak hívják.

### Auerbach-bázis
Egy Auerbach-bázis egy normált vektortér sűrű alterének Hamel-bázisa; úgyhogy minden bázisvektor távolsága a többi vektor által generált altértől megegyezik a bázisvektor normájával.

### A különböző bázisfogalmak elhatárolása
- A Hamel- és a Schauder-bázis is lineárisan független vektorokból áll.
- Egy Hamel-bázis, röviden bázis vektorok véges lineáris kombinációjával fejezi ki a tér vektorait.
- Véges dimenziós valós, illetve komplex skalárszorzatos vektorterekben egy ortonormált bázis egyszerre Hamel- és Schauder-bázis.
- Végtelen dimenziós, teljes valós vagy komplex skalárszorzatos vektortérben, speciálisan végtelen dimenziós Hilbert-térben a Hamel- és a Schauder-bázisok sosem esnek egybe. Végtelen dimenziós esetben egy Hamel-bázis nem mindig ortonormálható.
- Végtelen dimenziós, szeparábilis Hilbert-tér Hamel-bázisa nem megszámlálható; ezzel szemben egy Schauder-bázis megszámlálható. Nem létezik {\displaystyle \aleph _{0}} Hamel-dimenziós Hilbert-tér.
- Hilbert-terekben bázison többnyire Schauder-bázist értenek; skalárszorzat nélküli vektorterekben mindig Hamel-bázist.

## Általánosítás
A test feletti vektortér fogalmának általánosítása a gyűrű feletti modulus. Az állítás, miszerint minden vektortérnek van bázisa, nem általánosítható modulusokra. Ennek hátterében az áll, hogy a gyűrű nem minden eleme invertálható. Egy modulusnak akkor és csak akkor van bázisa, ha a modulus szabad.

## Fordítás
Ez a szócikk részben vagy egészben  a   Basis (Vektorraum) című német Wikipédia-szócikk fordításán alapul.  Az eredeti cikk szerkesztőit annak laptörténete sorolja fel. Ez a jelzés csupán a megfogalmazás eredetét és a szerzői jogokat jelzi, nem szolgál a cikkben szereplő információk forrásmegjelöléseként.